# Un Israel
Un Israel (hebreu: ישראל אחת‎, Israel Ahat) era una aliança electoral del Partit Laborista Israelià, Meimad i Guéixer que van crear per a concórrer a les eleccions legislatives de 1999.
Un Israel va ser format per dirigent de Partit Laborista Ehud Barak en la cursa cap a les eleccions de 1999 amb l'objectiu de fer que el Partit Laborista aparegués com un partit més centrista i per a reduir la seva reputació de partit secular i elitista entre els votants membres de la comunitat mizrahim (Guéixer era dirigit pel polític mizrahi i exdiputat del Likkud David Levy mentre que Meimad era un partit religiós). Aquesta transformació fou inspirada per la de Tony Blair all Partit Laborista britànic conegut com a Nou Laborisme. L'acord de coalició va donar a Guéixer el número tres en la llista (darrere Barak i Shimon Peres), dues posicions segures més i la promesa que Levy aconseguiria una posició ministerial. A Meimad se li va oferir un lloc segur en la llista i una posició ministerial per a un altre membre del partit.
En la cursa fins a l'elecció, les enquestes van pronosticar que el partit guanyaria 33 escons. Tanmateix, tot i que Un Israel aconseguí 26 escons i fou la facció més gran de la Kenésset, els seus 26 escons era el nombre més baix per a un partit guanyador (els 34 escons del Partit Laborista en les eleccions de 1996, presentant-se en solitari, era l'anterior nombre més baix). Dels 26 seients, 22 van correspondre als laboristes, tres a Guéixer i un a Meimad. D'acord amb els acords de coalició, Levy fou nomenat viceprimer ministre i Ministre d'Afers Exteriors i el membre de Meimad Michael Melchior fou nomenat Ministre d'Afers Social i de la Diàspora.
Barak, qui hi havia superat a Binyamín Netanyahu en l'elecció per a Primer ministre, va haver de formar un govern de coalició inestable amb sis altres partits: Xas, Nou Moviment - Mérets, Israel ba-Aliyà, el Partit de Centre, el Partit Nacional Religiós i Judaisme Unit de la Torà.
La participació de Barak en la Cimera de Camp David amb Iàssir Arafat l'estiu de 2000 provocà la sortida de Guéixer de l'aliança el 7 de març de 2001. El 7 de maig se'ls va unir un membre de la facció Nova Via, que s'havia escindit del Partit de Centre, però el 15 de maig de 2001 va deixar d'existir i el grup parlamentari va ser rebatejat Laborista-Meimad.
Després del final de la coalició, Barak va ser investigat per les acusacions que Un Israel havia infringit la llei de finançament de partits per permetre que diners de l'estranger fossin dirigits al partit a través d'entitats no lucratives per tal d'aconseguir sobrepassar els límits de despesa. El partit ja havia estat multat amb 13 milions de xéquels per infringir les lleis de recaptació de fons. Aquest afer, posteriorment, fou conegut com l'«Afer d'Organització de Barak».